# Skaldyrsforgiftning
Skadyrsforgiftning refererer til den forgiftning, som mennesker kan pådrage sig ved at spise skaldyr. 

## Algegifte
Ved Skaldyrsforgiftning menes normalt forgiftning af visse algegifte, men det kan også fremkaldes af mikrobiologisk forurening fra bakterier og virus eksempelvis. 
En del alger udskiller giftstoffer, som ophobes i havet omkring dem og eventuelt i de dyr, der lever af dem. Giftene kan irritere, skade eller dræbe livet i havet og også mennesker, som spiser fødevarer, der indeholder giftene. Forgiftningen kan antage mange former, lige fra mildt ubehag til livsfare. 
Det er fortrinsvist alger af underriget Dinoflagellater, der skaber giftene. Slægterne Alexandrium, Gonyaulax og Dinophysis danner fx giftstoffer, som kan ophobes i muslinger og derved forårsage skaldyrsforgiftning, hvis de spises af mennesker. 
En af de giftigste alger er Alexandrium tamarense arten, som med koncentrationer på kun få hundrede celler per liter havvand, kan gøre muslinger så giftige, at de bliver farlige at spise for mennesker. Giften er en stærk lammende nervegift kaldet PSP og det er den kraftigste skaldyrsgift man kan risikere ved indtagelse af muslinger. I svære tilfælde kan den være fatal inden for 2-24 timer. Giften kan ikke smages eller lugtes. Denne alge har derfor flere gange været årsag til, at områder ved østkysten af Jylland, i Vadehavet, Limfjorden og Isefjorden er blevet lukket for muslingefiskeri. Der er ikke registreret nogen PSP-forgiftninger af mennesker i Danmark til dato. 
Giften fra andre arter kan forårsage fx diarré, men er sjældent livstruende. ASP-gift findes til tider i blåmuslinger på vores breddegrader. Det er dog sjældent, at der er registreret så høje niveauer, at der er givet advarsler mod at spise blåmuslinger.
Algegifte er varmestabile og forsvinder ikke selv ved høj varmepåvirkning.

## Bakterier og virus
Skaldyr kan også indeholde sygdomsfremkaldende bakterier eller virus, som kan lede til forgiftning, hvis skaldyrene spises rå. Det risikerer man især, hvis de indsamles nær ved spildevandsudløb i havne, åer og søer.

## Symptomer
Symptomerne på skaldyrsforgiftning varierer alt efter hvilken gift, man har indtaget. De inddeles normalt i tre kategorier:
- DSP. Diarré-fremkaldende skaldyrsforgiftning (af engelsk: Diarrhetic Shellfish Poisoning).
- PSP. Paralyserende skaldyrsforgiftning (af engelsk: Paralytic Shellfish Poisoning). En nervegift som lammer eks. muskler, herunder åndedrættet.
- ASP. Hukommelsestabsfremkaldende skaldyrsforgiftning (af engelsk: Amnesic Shellfish Poisoning). De indledende symptomer vil være stort set som for DSP-forgiftning.

Der er ingen kendte medicinske behandlingsmuligheder ved nogen former for skaldyrsforgiftning forårsaget af algegifte; men man kan forsøge at afhjælpe forgiftningen og dens konsekvenser på almindelig vis.

## Sikkerhed
For at undgå indsamling af forurenede skaldyr, kontrollerer og orienterer Fødevarestyrelsen løbende om usikre områder: I åbne områder skulle det være sikkert at indsamle og i lukkede usikkert. Informationen er tiltænkt både erhvervsfiskeriet og den enkelte borger. 
Der findes ingen nem måde selv at kontrollere skaldyr for algegifte.